# Хачкои
Хачкои (груз. ხაჩკოი) — село в Грузии, на территории Цалкского муниципалитета края (мхаре) Квемо-Картли.

## География
Село находится в юго-восточной части Грузии, на южном склоне Триалетского хребта, на расстоянии приблизительно 14 километров (по прямой) к северо-западу от города Цалка, административного центра муниципалитета. Абсолютная высота — 1879 метров над уровнем моря.

## Население
По результатам официальной переписи населения 2014 года в Хачкои проживало 554 человека (268 мужчин и 286 женщин). В национальной структуре населения армяне составляли 98,6 %, греки — 0,5 %, грузины — 0,4 %.
| Год  | Население, человек |
| ---- | ------------------ |
| 2002 | 863                |
| 2014 | ↘ 554              |